# Ctenognophos mibuaria
Ctenognophos mibuaria är en fjärilsart som beskrevs av Felder 1875. Ctenognophos mibuaria ingår i släktet Ctenognophos och familjen mätare. Inga underarter finns listade i Catalogue of Life.